# باغداسار آزویان
باغداسار مارتیروسی آزویان (ارمنی: Բաղդասար Մարտիրոսի Ազոյան؛  زادهٔ ۲۸ مهٔ ۱۹۰۵ - درگذشته ۱۰ دسامبر ۱۹۷۲) فعال سیاسی اهل ارمنستان بود.

## زندگی‌نامه
وی در (۱۵) ۲۸ مهٔ ۱۹۰۵ در روستای زاندزاخ به دنیا آمد . همچنین برندهٔ جوایزی همچون قهرمان کار سوسیالیست، نشان لنین و نشان پرچم سرخ کار شده‌است. وی در ۱۰ دسامبر ۱۹۷۲ در سن ۶۷ سالگی درگذشت.

## یادداشت
1. ↑  Զանձախ